# João (espatarocandidato)
João (em latim: Ioannes) foi um oficial bizantino do começo do século VII, ativo durante o reinado do imperador Focas (r. 602–610). Servia como espatarocandidato. Em 7 de junho de 605 ou 607, foi executado junto de vários outros oficiais por conspirar contra o imperador, quiçá para sucedê-lo por Teodoro.